# Bahad 16
Bahad 16 (Education Base 16) ist eine Trainingsbasis (hebräisch Bahad) der israelischen Verteidigungsstreitkräfte (IDF).

## Standort, Aufgaben und Geschichte
Die Trainingsbasis befindet sich seit 2021 im Lager Rechavʿam (hebräisch מַחֲנֶה רְחַבְעָם) in Ramla und dient der Such- und Rettungseinheit (SAR) der IDF-Heimatfront als Trainings- und Operationsbasis. Da es sich um die einzige SAR-Trainingsbasis Israels handelt, wird „Bahad 16“ auch gleichgesetzt mit der SAR-Einheit selbst.
Diese Einheit sollte nicht mit Einheit 669 verwechselt werden. Bahad 16 ist eine inländische Such- und Rettungseinheit, die hauptsächlich bei Naturkatastrophen operiert, während Einheit 669 die taktische Kampfsuch- und Rettungseinheit (CSAR) der israelischen Luftwaffe ist, die hinter feindlichen Linien operiert.
Die SAR-Einheit dient als Bereitschaftseinheit für Naturkatastrophen (wie Erdbeben und Überschwemmungen), für zivile Katastrophen (wie die Hochzeitssaal-Katastrophe von Versailles) und für die Reaktion auf vorsätzliche militärische oder paramilitärische Angriffe (wie bei Katyusha, Grad oder Scud-Raketen oder mit IEDs).
Die Such- und Rettungseinheit des IDF-Heimatfrontkommandos war eine Reorganisation der HaGaHa, der israelischen Zivilschutztruppe. Sie wurde im Februar 1992 nach dem Golfkrieg gegründet, der als der bedrohlichste Krieg für Israels Heimat seit dem Arabisch-Israelischen Krieg 1948 zu einem wahrgenommenen Bedürfnis nach mehr Sicherheit jenseits der Grenze führte.
Während der Operation Defensive Shield im Jahr 2002 wurden Viererteams der Einheit Bahad 16 Infanterieeinheiten in Jenin und Ramallah zugeteilt. Dort unterstützten die Teams die Truppenbewegung, indem sie Öffnungen in Mauern zwischen den Häusern aufbrachen (bekannt als „Mauseloch/Rhizom-Manöver“).

## Einsätze
Seit ihrer Gründung wurde Bahad 16 sowohl in Israel als auch im Ausland eingesetzt:
- Nepal (2015) –  Nach tödlichen Erdbeben betrieb Israel mit über 250 Ärzten und Rettungskräften die größte humanitäre Präsenz in Nepal.
- Port-au-Prince, Haiti (2010) – Nach einem Erdbeben der Stärke 7,0 wurden zwei Teams von der Einheit als Teil einer großen israelischen Delegation entsandt.[1]
- Beit Yehoshua, Israel (2006) –  Zugwrack
- Tel Aviv, Israel (2006) –  Eingestürztes Gebäude aufgrund einer Gasexplosion
- Nairobi, Kenia (2006) – Nach dem Einsturz eines fünfstöckigen Gebäudes in Nairobi, Kenia, am 23. Januar 2006 trafen die Streitkräfte von Bahad 16 und Yachtza 23 Stunden nach der Katastrophe ein. Zu diesem Zeitpunkt waren noch zwei Menschen unter dem Gebäude begraben und es waren spezielle Techniken (Tunnelbohren und Skalpieren) erforderlich, um ihre Evakuierung sicherzustellen. Die beiden Personen wurden evakuiert und erholten sich beide nach einem kurzen Krankenhausaufenthalt.
- Jaffa, Israel (2005) – Ein Kran ist auf ein Gebäude gestürzt
- Revidim, Israel (2005) – Zugwrack
- Jerusalem (2001) –  Nach dem Einsturz des „Hochzeitssaals von Versailles“ trafen die Truppen von Bahad 16 und Yachtza innerhalb einer Stunde nach der Katastrophe ein. Während der Rettungsaktion wurden 23 Leichen ausgegraben und drei Personen lebend abtransportiert.
- Gölcük, Türkei (1999) –  Nach dem Erdbeben in İzmit wurden israelische Truppen entsandt, um die Rettungsbemühungen auf dem Marinestützpunkt Gölcük zu unterstützen.